# Epicauta stigmata
Epicauta stigmata är en skalbaggsart som först beskrevs av Dugès 1870.  Epicauta stigmata ingår i släktet Epicauta och familjen oljebaggar. Inga underarter finns listade i Catalogue of Life.